# Bisdom Kabwe

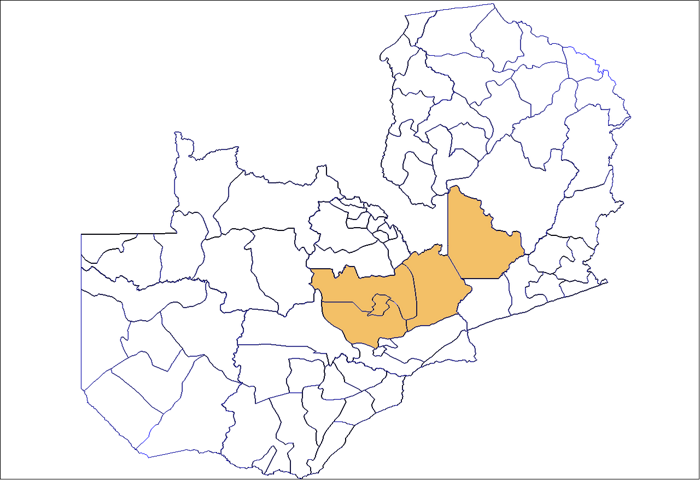
Het bisdom Kabwe beslaat het oostelijk deel van Central Province

Het bisdom Kabwe (Latijn: Dioecesis Kabvensis) is een rooms-katholiek bisdom met als zetel Kabwe in Zambia. Het bisdom werd opgericht in 2011 en is een suffragaan bisdom van het aartsbisdom Lusaka.
In 2019 telde het bisdom 28 parochies. Het bisdom heeft een oppervlakte van 63.574 km² en telde in 2019 1.088.000 inwoners waarvan 17% rooms-katholiek was. 

## Bisschoppen
- Clement Mulenga, S.D.B. (2011-)